# Lepcha
Die Lepcha (Leptša) oder Róng sind eine kleine Volksgruppe des östlichen Himalajaraums. Ihre Muttersprache ist das gleichnamige Lepcha.

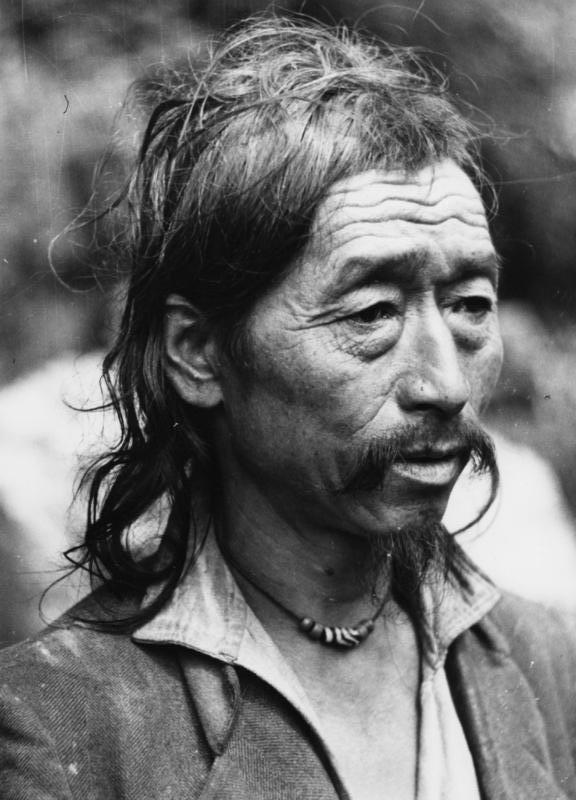
Lepcha in Singhik 1938

## Das Volk der Lepcha
Die Lepcha sind ein tibetobirmanisches Bergbauern-Volk, das schon seit hunderten von Jahren in der Region des östlichen Himalajas, in Sikkim, Kalimpong und Darjiling, sowie in Bhutan und als kleine Minderheit in Nepal angesiedelt ist. Obwohl sie die Ureinwohner Sikkims sind, ist ihre Herkunft bis heute nicht eindeutig bestimmt. So wird angenommen, dass die Lepchas möglicherweise von Tibet nach Sikkim emigriert sind.
Die Lepchas gehören heute dem tibetischen Buddhismus an. Früher übten sie eine schamanistische Religion namens Mun aus.